# カタツムリ、カタオモイ
「カタツムリ、カタオモイ」は、2013年6月～7月に、NHKの音楽番組『みんなのうた』で放送された楽曲。作詞：Naomile、作曲：田頭勉、編曲：LCO、歌：Naomile。